# Pseudaulacaspis varicosa
Pseudaulacaspis varicosa är en insektsart som först beskrevs av Green 1896.  Pseudaulacaspis varicosa ingår i släktet Pseudaulacaspis och familjen pansarsköldlöss. Inga underarter finns listade i Catalogue of Life.